# Gustavus Waltz
Gustavus Waltz (fl. 1732 – 1759) è stato un basso tedesco naturalizzato inglese che collaborò con Händel.
Come lo stesso Händel, Waltz era di origini tedesche, naturalizzato inglese e si dice che abbia lavorato per Händel come cuoco.
La loro collaborazione Iniziò nel 1732. Waltz era sia cantante di coro che solista.
Waltz fu primo interprete nelle opere Arianna in Creta, Ariodante, Alcina, e Atalanta. Cantò nel coro per l'ultima volta in un'esecuzione del 1754 del Messiah al Foundling Hospital.